# 효성태자
효성태자(孝成太子, ? - 976년)는 고려(高麗)의 태자(太子)이자 태조(太祖)와 천안부원부인(天安府院夫人) 장남이다. 성은 왕(王) 이름은 임주(林州) 본관은 개성(開城)

## 생애
성은 누락되었으나 왕(王), 그 이름은 임주이다. 언제 태어났는지는 명확치 않으며, 경상북도(慶尙北道) 경주(慶州) 출신으로, 임언(林彦)의 딸인 태조의 제11비 천안부원부인(天安府院夫人)의 아들이다. 친동생으로는 효지태자(孝祗太子)가 있었다. 정종(定宗)과 문성왕후(文成王后)의 딸인 공주 부인 박씨(夫人 朴氏)와 결혼하였다. 혜종(惠宗), 정종(定宗), 광종(光宗), 대종(戴宗), 문원대왕(文元大王), 안종(安宗) 등과는 이복 형제간이다.
광종(光宗)의 왕권강화책을 지지하였다가 경종(景宗)때 와서 광종(光宗)의 귀족억제책을 폐지하자 풀려난 귀족들에 의해 976년 이복 동생인 원녕태자(元寧太子)와 함께 살해당하였다.

## 가계
- 조부 : 세조(世祖, ? ~897)
- 조모 : 위숙왕후(威肅王后)
  - 부왕 : 태조(太祖, 877~943 재위:918~943)
  - 모후 : 천안부원부인(天安府院夫人)
    - 태자 : 효성태자
    - 조카,아내 : 시호 및 이름이 전하지 않음[3]
    - 형,장인 : 정종(定宗, 923~949 재위:945~949)
    - 형수,장모 : 문성왕후(文成王后)
      - 조카,형님 : 경춘원군(慶春院君 ? ~ 960 이후)

    - 동생 : 효지태자(孝祗太子)

## 효성태자가 등장하는 작품
- 《제국의 아침》(KBS2, 2002년~2003년, 배우:최성민)
- 《빛나거나 미치거나》(MBC, 2015년~2015년, 배우:신정윤)